# Даллман, Вернер
Вернер Даллман (нем. Werner Dallmann; 7 апреля 1924, Вангерин, Померания — февраль 1945, Будапешт, Венгрия) — оберштурмфюрер СС, кавалер Рыцарского креста Железного креста.

## Биография
Родился в семье обер-инспектора сельскохозяйственного округа. Получил высшее торговое образование

## Карьера
С 1 сентября 1933 года член Гитлерюгенда, 15 апреля 1940 вступает в ряды СС (№ 475313), а 1 сентября 1941 — в НСДАП.
С 21 июня 1941 года командир отделения в составе кавалерийских частей СС. С 6 сентября 1942 года командир взвода 3-го эскадрона 1-го кавалерийского полка СС. По окончании юнкерского училища СС в Брауншвейге в 1943 году, произведён 1 марта 1944 года в унтерштурмфюреры СС и оставлен в штабе училища до перевода в учебный и запасной кавалерийский батальоны СС.
11 апреля 1944 причислен к штабу 8-й кавалерийской дивизии СС «Флориан Гайер», с 1 июня 1944 назначен адъютантом 53-го кавалерийского полка СС 22-й добровольческой кавалерийской дивизии СС «Мария Терезия». 17 января 1945 года награждён Рыцарским крестом Железного креста.
В феврале 1945 года при обороне Будапешта Вернер Даллман был тяжело ранен и вскоре умер.

## Награды
- Железный крест 2-го класса
- Железный крест 1-го класса
- Немецкий крест в золоте (6 февраля 1945)
- Рыцарский крест (17 января 1945)